# Erik Brecelj
Erik Brecelj, slovenski kirurg in aktivist, * 16. junij 1969, Šempeter pri Gorici.

## Življenje
Erik Brecelj je abdominalni kirurg na Onkološkem inštitutu v Ljubljani. Doma je iz Ajdovščine. Po gimnaziji v Novi Gorici je študiral na Medicinski fakulteti v Ljubljani.
Širši slovenski javnosti je Brecelj postal znan leta 2006, ko je v javnem pismu opozoril na korupcijo v zdravstvu ter na nevzdržne delovne razmere za zdravnike in bivalne razmere za bolnike na takratnem Oddelku za onkološko kirurgijo v Ljubljani. Od takrat je v prvih vrstah boja proti korupciji v slovenskem zdravstvu in med medijsko najbolj izpostavljenimi zagovorniki reform v slovenskem zdravstvenem sistemu.